# Ишуй
Ишу́й (кит. упр. 沂水, пиньинь Yíshuǐ) — уезд городского округа Линьи провинции Шаньдун (КНР). Уезд назван в честь реки Ихэ.

## История
При империи Суй в 590 году был создан уезд Дунъань (东安县). В 596 году он был переименован в Ишуй.
В 1950 году в составе провинции Шаньдун был образован Специальный район Ишуй (沂水专区), и уезд вошёл в его состав. В июле 1953 года Специальный район Ишуй был расформирован, и уезд перешёл в состав Специального района Линьи (临沂专区). В 1967 году Специальный район Линьи был переименован в Округ Линьи (临沂地区).
Указом Госсовета КНР от 17 декабря 1994 года были расформированы Округ Линьи и городской уезд Линьи, а вместо них был образован городской округ Линьи.

## Административное деление
Уезд делится на 1 уличный комитет, 16 посёлков и 1 волость.